# Black Dog (película)
Black Dog (titulada Alto riesgo en México) es una película de acción estadounidense de 1998, dirigida por Kevin Hooks y protagonizada por Patrick Swayze, Randy Travis, y Meat Loaf.

## Argumento
Jack Crews (Patrick Swayze) es un camionero que perdió el carnet de conducir cuando fue condenado a dos años de prisión a causa de un accidente.
En su libertad condicional, Crews trabaja como mecánico en un taller en los muelles de Jersey City y vive de forma modesta, pero se siente feliz con su mujer e hija, de tal forma que rechaza una propuesta de 10 000 dólares para transportar un cargamento desconocido desde Atlanta, ya que si él fuese descubierto con esa mercancía y sin carnet sería el pasaporte para la prisión. Sin embargo, Crews al saber que su casa será embargada si no paga los 9.000 dólares de la hipoteca y que tendrá que irse a vivir a otro lado con su familia, decide aceptar la arriesgada oferta.
Cuando llega a Atlanta conoce a Red (Meat Loaf), quien posee un taller de camiones, y a Earl (Randy Travis), Sonny (Gabriel Casseus) y Wes (Brian Vincent), que serán sus acompañantes durante el viaje; determinadas cosas inexplicables ocurren, mientras Red intenta conseguir el cargamento y acabar con la vida de Jack. Jack inspecciona el cargamento y descubre que está transportando armas ilegales, y que su jefe, Frank Cutler (Graham Beckel) es un corrupto y está preparando un gran negocio, al venderlas. La situación es cada vez más compleja y él tiene que luchar contra todo y todos para sobrevivir y conseguir salvar a su familia, que acabó siendo secuestrada por su jefe. 
Finalizado el viaje, Crews llega a los muelles de Nueva Jersey, donde encuentra a su familia retenida por su jefe. Después de rescatar a su familia y de entregarle al FBI el cargamento de armas, recupera el carnet, que le es entregado por los agentes Ford (Charles Dutton) y McClaren (Stephen Tobolowsky). Sin embargo, poco después, mientras Jack y su familia salen del muelle en el camión, son interceptados por Red, que intenta por última vez acabar con la vida de Jack. Después de una persecución por el muelle Red pierde el control de su camión y se estrella, siendo luego golpeado por un tren. Instantes después, Jack y su familia siguen su trayecto en el camión, finalizando así la película.

## Reparto
- Patrick Swayze (Jack Crews)
- Meat Loaf (Red)
- Randy Travis (Earl)
- Gabriel Casseus (Sonny)
- Brian Vincent (Wes)
- Graham Beckel (Frank Cutler)
- Brenda Strong (Melanie Crews)
- Charles Dutton (Agente Allen Ford, FBI)
- Rusty De Wees (Junior)
- Cytil O'Reilly (Vince)
- Stephen Tobolowsky (Agente McClaren, ATF)
- Erin Broderick (Tracy Crews)
- Lorraine Toussaint (Agente Avery, FBI)